# ایمیدازولین
ایمیدازولین (به انگلیسی: Imidazoline) یک ترکیب شیمیایی با شناسه پاب‌کم ۶۸۱۵۶ است. 